# بترا غاسبر
بترا غاسبر مواليد 13 فبراير 1977 في المجر، هي لاعبة كرة مضرب مجرية. أعلى تصنيف لها في الفردي كان 165. أعلى تصنيف لها في الزوجي كان 232.

## النهائيات

### الزوجي (0–3)
| الحصيلة | الرقم | التاريخ       | الدورة                        | الأرضية | الشريك            | المنافسون                     | النقاط             |
| ------- | ----- | ------------- | ----------------------------- | ------- | ----------------- | ----------------------------- | ------------------ |
| الوصيف  | 1.    | 26 أبريل 1993 | أكابولكو، المكسيك             | ترابية  | ألينا هافرليكوفا  | رينيه منتز كلاير ساشينز بايلي | 1–6, 3–6           |
| الوصيف  | 2.    | 6 أبريل 1998  | دبي، الإمارات العربية المتحدة | صلبة    | لودميلا فارموجوفا | وين براكوسيا بنجاماس سانجارام | 6–7(1–7), 6–1, 3–6 |
| الوصيف  | 3.    | 1 يونيو 1998  | بودابست، المجر                | ترابية  | بترا ماندولا      | أنا فولدني ريتا كوتي كيس      | 0–6, 4–6           |

## روابط خارجية
- بترا غاسبر على موقع رابطة محترفات التنس (الإنجليزية)
- بترا غاسبر على موقع الاتحاد الدولي لكرة المضرب (الإنجليزية)
- بترا غاسبر على موقع كأس بيلي جين كينغ (الإنجليزية)
- بترا غاسبر على موقع خلاصة التنس.كوم (الإنجليزية)